# Kyathinkoppa, Honnali
Kyathinkoppa là một làng thuộc tehsil Honnali, huyện Davanagere, bang Karnataka, Ấn Độ.